# Titanoceratops
Titanoceratops ("divovsko rogato lice") bio je rod dinosaura biljojeda, koji je spadao u ceratopse. Bio je divovski pripadnik Chasmosaurinae koji je tijekom razdoblja kasne krede (kasni kampanij, prije između 74,5 i 73,7 milijuna godina) živio na području današnjeg Novog Meksika. Najstariji je poznati triceratopsin. Poznat je samo po holotipnom primjerku OMNH 10165, nepotpunom kosturu koji se sastojao od nepotpune lubanje i čeljusti. Na temelju terenskih zapisa i litologije sredine koja je okruživala kostur smatra se da potječe iz formacije Fruitland ili iz donje formacije Kirtland, ali točna lokacija nalazišta više nije poznata. Toj je vrsti naziv dao Nicholas R. Longrich (2011.), a tipičnom vrstom smatra se Titanoceratops ouranos. Prije toga njegovi su njegovi fosili bili priključeni rodu Pentaceratops.

## Opis
Titanoceratops je bio vrlo velik ceratopsid, s krupnom lubanjom, koja je bila 15% veća od najvećih primjeraka roda Triceratops. Imao je dužinu od 6,8 metara, a lubanja je činila 2,65 m ukupne dužine. To ga vjerojatno čini kandidatom za kopnenog kralježnjaka s najvećom lubanjom. Okovratnik (tek nedavno rekonstruiran) sličio je na onog kod Triceratopsa. Rogovi iznad očiju bili su usmjereni prema gore i krivili su se prema naprijed; dužina im je iznosila oko 106 cm. Pri njihovoj osnovi nalazile su se šupljine ispunjene zrakom. Na obraznim kostima nalazile su se kvrge slične rogovima, dužine 12 cm. Rog na nosu bio je prilično malen. Njuška je činila relativno velik dio lubanje. I u gornjoj i u donjoj čeljusti nalazio se 31 zub.
S druge strane, rep mu je bio vrlo kratak. U kukovima je dosezao visinu od 2 i po metra, a težio je do 6,5 tona; Lehman je procijenio njegovu težinu na 9877 kg. Podlaktica mu je bila relativno duga u odnosu na nadlakticu, dok je bedrena kost je bila duga oko 108 cm i bila je prilično ravna. Goljenična kost imala je dužinu od 78 centimetara. Tom Holtz (2010.) primijetio je da je taj rod izrazito sličan svojim srodnicima, Eotriceratopsu i Ojoceratopsu, koji su živjeli u isto vrijeme, te je moguće da je u pitanju jedan te isti rod.

## Galerija slika
- Glava holotipnog primjerka, Oklahoma Museum of Natural History
- Holotipni primjerak